# Gymnadenia runei
Gymnadenia runei is een zeldzame Europese orchidee die endemisch is in het noorden van Zweden.

## Naamgeving enetymologie
- Synoniemen: Gymnigritella runei Teppner & E.Klein, Nigritella runei (Teppner & E.Klein) Kreutz.

De botanische naam Gymnadenia komt uit het Oudgrieks, betekent zoveel als 'naakte klieren' (γυμνός, gumnos = naakt, ἀδήν, adēn = klier) en slaat op de afwezigheid van een vliesje rond de pollinia of stuifmeelkorrels. De soortaanduiding runei verwijst naar het ontdekker van de soort, de Zweedse botanicus Nils Olof Rune (1919-2006).

## Kenmerken
Gymnadenia runei is een overblijvende, niet-winterharde plant (geofyt), met een tot 16 cm hoge bloemstengel met drie tot acht lijnlancetvormige blaadjes en een dichte, eivormige tot halfbolvormige aar met tientallen bordeaux-roodgekleurde bloempjes. De oudere bloempjes verbleken tot donkerroze. De onderste schutblaadjes hebben een bijna gladde bladrand. De bloem is niet geresupineerd, de bloemlip staat bovenaan. Ze is wijd uitgespreid met een spitse top en gegolfde randen. De zijdelingse kelkblaadjes staan eveneens wijd uitgespreid. Het spoor is tot 2,3 mm lang en zakvormig.
De bloemen hebben een zwakke geur, vergelijkbaar met die van de grote muggenorchis (Gymnadenia conopsea). De plant vertoont apomixie: hij plant zich ongeslachtelijk voort via het zaad. Bestuiving is dus niet nodig.
De bloeitijd is in juli.

## Habitaten verspreiding
Gymnadenia runei heeft een voorkeur voor kalkrijke bodems in volle zonlicht. Ze komt voor in de bergen, op voedselarme graslanden en kalkgraslanden op hoogtes rond 800 m.
Het is een endemische plant voor het noorden van Zweden. De plant komt slechts voor op enkele plaatsen in de bergen van de gemeenten Storuman en Vilhelmina in het landschap Lapland, provincie Västerbotten. De grootte van de totale populatie wordt geschat op 4000 exemplaren.

## Verwantschap en gelijkende soorten
Gymnadenia runei maakt samen met een vijftiental sterk gelijkende soorten deel uit van het ondergeslacht (of sectio) Nigritellae, het vroegere geslacht Nigritella, dat sinds enkele jaren is opgenomen in het geslacht Gymnadenia (muggenorchissen).
Onderscheid maken tussen deze soorten is voor leken dikwijls zeer moeilijk, want gebaseerd op relatieve kenmerken als de vorm en het aantal tandjes op de randen van de schutblaadjes, de vorm van de bloemlip en van het spoor.
Daarbij komen er tussen de vijftien soorten nog eens bijna evenveel hybriden voor, wat de determinatie tot op soortniveau niet vereenvoudigt. Zo wordt Gymnadenia runei beschouwd als hybride van Gymnadenia nigra en Gymnadenia conopsea. De meest waarschijnlijke hyptothese is dat de in Zweden triploide G. nigra ssp. nigra eicel-voorouder is en de diploide G. conopsea de pollenvoorouder. G. runei is op zijn beurt tetraploid en daardoor in principe een andere soort geworden. Hoewel G. nigra ssp nigra zich in principe ongeslachtelijk voortplant wijst onderzoek erop dat dit toch voor kan komen (zie Hedrén e.a. 2015).
Gymnadenia runei komt in zijn verspreidingsgebied niet samen voor met Gymnadenia nigra, en kan daarvan onderscheiden worden door de bloemkleur die eerder rood dan bruin is, en de afwezigheid van een duidelijke geur.
Sectie: Gymnadeniae

G. borealis · 
G. conopsea (Grote muggenorchis) · 
G. densiflora (Dichte muggenorchis)· 
G. frivaldii · 
G. odoratissima (Welriekende muggenorchis) · 
G. pyrenaica · 
G. straminea

Sectie: Nigritellae

G. archiducis-joannis · 
G. austriaca · 
G. bicornis · 
G. buschmanniae · 
G. carpatica · 
G. cenisia · 
G. corneliana (Roze vanillieorchis) · 
G. crassinervis · 
G. dolomitensis · 
G. emeiensis · 
G. gabasiana · 
G. lithopoliticana · 
G. microgymnadenia · 
G. neottioides · 
G. nigra (Zwarte vanilleorchis) · 
G. orchidis · 
G. propinqua · 
G. rhellicani · 
G. rubra · 
G. runei · 
G. stiriaca · 
G. taquetii · 
G. widderi